# Orosz császárnék listája
Ez a lap az orosz császárnék listája, ami felsorolja az orosz császárok hitveseit a cím 1721-es kreálásától egészen 1917-es megszűnéséig.
I. Péter orosz cár volt az, aki a nagy északi háborút lezáró nystadi békét követően 1721-ben felvette a császári címet, így az Orosz Cárság hivatalosan Császársággá alakult. Ezzel egyidejűleg felesége, Jekatyerina megkapta a minden oroszok császárnéja titulust. Ugyan hivatalosan már császár és császárnék voltak, ám a köznyelv továbbra is a cár és cárné megnevezést használta. A rang egészen 1917-ig, a februári forradalomig létezett, amikor is megdöntötték a monarchiát és kikiáltották a köztársaságot.

## Oroszország császárnéja (1721–1917)

### Romanov-ház
| Portré | Császárné                                               | Felmenői                                  | Házassága                        | Császérnévá válása                                   | Császérnéi ciklus vége                             | Halála                      | Házastárs | Forr. |
| ------ | ------------------------------------------------------- | ----------------------------------------- | -------------------------------- | ---------------------------------------------------- | -------------------------------------------------- | --------------------------- | --------- | ----- |
|        | Marta Szkavronszkaja Jekatyerina Alekszejevna császárné | Szamuil Szkavronszkij és Elizabeth Moritz | 1712. február 19. házasságkötése | 1721. október 22. titulus létrejötte, császárné lesz | 1725. február 8. hitvese halála saját trónra lépte | 1727. május 17. (43 évesen) | I. Péter  | [ 1 ] |

### Holstein–Gottorp–Romanov-ház
| Portré | Császárné                                                | Felmenője                                                               | Házassága                                             | Császérnévá válásaKoronázása                                                       | Császérnéi ciklus vége             | Halála                        | Házastárs   | Forr. |
| ------ | -------------------------------------------------------- | ----------------------------------------------------------------------- | ----------------------------------------------------- | ---------------------------------------------------------------------------------- | ---------------------------------- | ----------------------------- | ----------- | ----- |
|        | Anhalt–Zerbsti Zsófia Jekatyerina Alekszejevna császárné | Keresztély Ágost anhalt–zerbsti herceg (Anhaltiak)                      | 1745. augusztus 21. házasságkötése                    | 1762. január 5. férje trónra lépte, császárné lesz                                 | 1762. július 9. saját trónra lépte | 1796. november 6. (67 évesen) | III. Péter  | [ 2 ] |
|        | Württembergi Zsófia Dorottya Marija Fjodorovna császárné | II. Frigyes Jenő württembergi herceg (Württembergiek)                   | 1776. szeptember 26. házasságkötése                   | 1796. november 6. férje trónra lépte, császárné lesz1797. április 5. koronázása    | 1797. április 5. hitvese halála    | 1828. november 5. (69 évesen) | I. Pál      | [ 3 ] |
|        | Badeni Lujza Jelizaveta Alekszejevna császárné           | Károly Lajos badeni koronaherceg (Badeniek)                             | 1793. szeptember 28. házasságkötése                   | 1801. március 24. férje trónra lépte, császárné leszszeptember 15. koronázása      | 1825. december 1. hitvese halála   | 1826. május 16. (47 évesen)   | I. Sándor   | [ 4 ] |
|        | Poroszországi Sarolta Alekszandra Fjodorovna császárné   | III. Frigyes Vilmos porosz király (Hohenzollernek)                      | 1817. július 13. házasságkötése                       | 1825. december 1. férje trónra lépte, császárné lesz1826. szeptember 3. koronázása | 1855. március 2. hitvese halála    | 1860. november 1. (62 évesen) | I. Miklós   | [ 5 ] |
|        | Hesseni Mária Alekszandrovna császárné                   | II. Lajos hesseni nagyherceg (Hessen–Darmstadtiak)                      | 1841. április 16. házasságkötése                      | 1855. március 2. férje trónra lépte, császárné leszszeptember 7. koronázása        | 1880. június 3. (55 évesen)        | 1880. június 3. (55 évesen)   | II. Sándor  | [ 6 ] |
|        | Dániai Dagmár Marija Fjodorovna császárné                | IX. Keresztély dán király (Schleswig–Holstein–Sonderburg–Glücksburgiak) | 1866. november 9. házasságkötése                      | 1881. március 13. férje trónra lépte, császárné lesz1883. május 27. koronázása     | 1894. november 1. hitvese halála   | 1928. október 13. (80 évesen) | III. Sándor | [ 7 ] |
|        | Hesseni Alix Alekszandra Fjodorovna császárné            | IV. Lajos hesseni nagyherceg (Hessen–Darmstadtiak)                      | 1894. november 26. házasságkötése, császárnévá válása | 1896. május 26. koronázása                                                         | 1917. március 15. férje lemondása  | 1918. július 17. (46 évesen)  | II. Miklós  | [ 8 ] |